# Nine (film)
Nine er en amerikansk musicalfilm fra 2009. Filmen er instrueret af Rob Marshall, der også har produceret filmen i samarbejde med Harvey Weinstein. Nine er skrevet af Anthony Minghella og Michael Tolkin og er baseret på Arthur Kopits musical af samme navn. Filmen har flere store skuespillere på rollelisten, bl.a. Daniel Day-Lewis, Marion Cotillard, Penélope Cruz og Nicole Kidman.

## Medvirkende
- Daniel Day-Lewis som Guido Contini
- Marion Cotillard som Luisa Contini
- Penélope Cruz som Carla Albanese
- Judi Dench som Lily
- Fergie som Saraghina
- Kate Hudson som Stephanie Necrophuros
- Nicole Kidman som Claudia Nardi
- Sophia Loren som Mamma